# Бармінський Сергій Арсентійович
Сергій Арсентійович Бармінський (1900—1938) — радянський військовий органів НКВС, старший майор державної безпеки (1936), комісар ДБ 3-го рангу; один із засновників футбольного клубу «Динамо» (Київ).

## Біографія
Народився у березні 1900 року в селі Коріно (тепер Шатковський район) Арзамаського повіту Нижегородської губернії в сім'ї сільського священика.
У 1914 році закінчив Арзамаське духовне училище і 1-й клас Нижегородської духовної семінарії. За участь у страйку учнів у 1915 році був звільнений з семінарії, працював посильним і кур'єром в журнальному видавництві. Пізніше перейшов працювати на механічний завод Слонімського, де працював до березня 1917 року. Потім переїхав до Москви, де був слухачем 3-місячних курсів бухгалтерів.
Учасник Жовтневої революції.
З 1918 по 1919 роки — слухач Курсів агітаторів-інструкторів при Центральній школі ВЦВК — Комуністичному університеті; слухач Курсів особливого призначення при ВЧК при РНК РРФСР; секретар, голова Балахнінського повітового, міського комітету РКСМ (Московська губернія). З березня по червень 1919 року перебував на службі в РСЧА — був політпрацівником у 16-му окремому Нижегородському батальйоні військ ВНК. Член РКП(б) з березня 1919 року.
З 1919 по 1937 роки працював:
- уповноваженим Московської губернської ЧК;
- уповноважений, начальник Військового відділення, заступник голови Одеської губернської ЧК, помічник начальника Особливого відділу, секретар, начальник Адміністративного, Контррозвідувального відділу Одеського губернського відділу ДПУ;
- начальник Особливого відділу ВЧК румунського кордону;
- заступник начальника Контррозвідувального відділу ДПУ при РНК Української РСР (м. Харків);
- заступник начальника Київського обласного відділу ДПУ (з 26 березня 1928 року по 10 травня 1930 року);
- тимчасовий виконувач обов'язків начальника Приморського обласного відділу ДПУ;
- заступник повноважного представника ОДПУ по Далеко-Східному краю — заступник начальника Управління НКВС по Далеко-Східному краю;
- начальник Особливого відділу ОДПУ — V відділу НКВС Окремої Червонопрапорної Далеко-Східної Армії.

Був заарештований 9 серпня 1937 року. Розстріляний 10 лютого 1938 року.

## Нагороди
- Відомчі нагороди — нагрудні знаки «Почесний працівник ВЧК-ГПУ» (1924, 1934).
- Бойова іменна зброя від Колегії ОДПУ — два пістолети системи «Маузер» (1930, 1932).
- Срібний годинник Одеського губвиконкому (1923), золоті годинники (1927), золоті годинники від Далекосхідного крайвиконкому (1932).